# ニノ・ロムジャリア
ニノ・ロムジャリア（ნინო ლომჯარია、1984年2月15日 - ）は、ジョージアの弁護士、護民官。 

## 生涯
ニノ・ロムジャリアは1984年2月15日にジョージアのオズルゲティで誕生。2006年にトビリシ国立大学で修士号を取得。2011年、米セントルイス大学で修士課程を修了。 
2003年から2004年までジョージア若手弁護士協会の法務支援センターで弁護士補佐。2005年から2007年までジョージア若手弁護士協会で担当弁護士。2008年から2010年までジョージア若手弁護士協会で選挙コーディネーター。2011年、ワシントンD.C.で法学の准教授。2014年から2015年までイリア国立大学で客員教授。2011年から2015年まで選挙監視団体「公正な選挙と民主主義のための国際社会」事務局長。2015年から2016年まで「選挙監視機構欧州ネットワーク」事務総長。2016年に「公正な選挙と民主主義のための国際社会」で法律顧問および選挙顧問。2017年にジョージア大学で客員講師。   
2016年から2017年まで国家監査院で第一副長官。2017年からジョージア護民官。 

## 著作物
- თავისუფლების დღიურები - 2012. რადიო "თავისუფლების" პროექტი.თბილისი, 2013, გვ.206